# Selles de muntar calentes
Selles de muntar calentes (original: Blazing Saddles) és una pel·lícula satírica de 1974 de pel·lícules de l'oest dirigida per Mel Brooks. És protagonitzada per Cleavon Little i Gene Wilder, va ser escrita per Mel Brooks, Andrew Bergman, Richard Pryor, Norman Steinberg, i Al Uger, i es va basar en una història i esborrany de Bergman. Ha estat doblada al català.

## Argument
La història es desenvolupa a l'Oest estatunidenc el 1874 (amb un gran nombre d'anacronismes). La col·locació d'una línia de ferrocarril no pot tenir èxit a causa d'una zona d'arenes movedisses. L'itinerari ha de canviar, cosa que suposa que la línia podria passar per Rock Ridge, una ciutat fronterera on tots els habitants porten el mateix nom, Johnson. El procurador d'estat, l'intrigant Hedley Lamarr desitja recomprar a baix preu els terrenys previstos per a la construcció. Per fer-ho haurà de fer fora els habitants de la seva ciutat. I així, hi envia una banda de malfactors dirigida per l'inepte Taggart, cosa que incita la població de Rock Ridge a demanar al governador que els designi un nou xèrif. Ara bé el governador, una mica superat, es deixa persuadir per Lamarr d'escollir per a aquesta funció Bart, un afroamericà i obrer en la construcció dels ferrocarrils. Com Bart és negre, Lamarr espera que aquesta tria ultratjarà els habitants de Rock Ridge fins al punt que acabaran o bé per abandonar la ciutat o bé per linxar el seu nou xèrif.
Aquest últim, gràcies a les seves astúcies i amb l'ajuda d'un as del gallet, alcohòlic, Jim (conegut també sota el nom de Waco Kid, «He hagut de matar més gent que Cecil B. DeMille») maniobra per fer desaparèixer l'hostilitat. Venç (i es fa amic de) Mongo, un home enviat per Taggart, i enxampa en el seu propi joc una seductora alemanya, Lili von Shtupp, abans de convèncer els seus conciutadans d'organitzar una emboscada contra l'exèrcit dels esbirros de Lamarr.

## Repartiment
- Cleavon Little: Bart
- Gene Wilder: Jim
- Slim Pickens: Taggart
- David Huddleston: Olson Johnson
- Liam Dunn: el reverend Johnson
- Alex Karras: Mongo
- John Hillerman: Howard Johnson
- George Furth: Van Johnson
- Mel Brooks: el governador Lepetomane/el cap indi

## Premis i nominacions

### Nominacions[3]
- Oscar a la millor actriu de repartiment (Madeline Kahn)
- Oscar al millor muntatge (John C. Howard, Danford B. Greene)
- Oscar a la millor cançó (John Morris, Mel Brooks)